# K&K Verlagsanstalt
Die K&K Verlagsanstalt ist ein unabhängiger deutscher Verlag und Musiklabel mit Sitz in Landau in der Pfalz. K&K wurde vor allem durch qualitativ anspruchsvolle Veröffentlichungen von Konzertaufnahmen bekannt, die man durchweg als „audiophil“ bezeichnen kann. Daneben zeichnet sich die CD-Publikation durch außergewöhnliche und kunstvolle Designs aus. Musikalische Schwerpunkte sind Klassik und Jazz.

## Geschichte
Der Verlag wurde 1990 von dem Journalisten und Fach-Redakteur Josef-Stefan Kindler gegründet. Seit 1992 ist der Musiker und Tonmeister Andreas Otto Grimminger Mit-Inhaber. Die Firma ist Mitglied im Börsenverein des Deutschen Buchhandels.

## Editionen
Jede CD-Veröffentlichung ist Teil einer Edition:
- Edition Kloster Maulbronn – Seit 1998 wird eine Auswahl der Aufführungen im Kloster Maulbronn dokumentiert und veröffentlicht
- Edition Authentic Classical Concerts – Konzertaufnahmen in akustisch und historisch reizvollen Bauwerken
- Swing & More Series – Studio-Projekte und Studio-Sessions

## Künstler & Ensembles (Auswahl)
Es sind u. a. CDs mit folgenden Künstlern und Ensembles erschienen:
- Württembergisches Kammerorchester Heilbronn
- Bayerische Kammerphilharmonie
- Hannoversche Hofkapelle
- Jürgen Budday (Dirigent)
- Wolfgang Bauer (Trompeter)
- Michael Chance (Vokalsolist, Countertenor)
- Maulbronner Kammerchor
- Trompeten-Consort Friedemann Immer
- Peter Lika (Vokalsolist, Bass)
- Ulrich Herkenhoff (Komponist und Panflötist)
- Trio Fontenay (Klaviertrio)
- Lulu Weiss (Jazzgitarrist)
- Peter Härtling (Autor und Erzähler)
- Gabriel Rivano (Bandoneonist und Komponist)
- Singer Pur (Vokalensemble)
- Christoph Soldan (Pianist und Dirigent)
- Andrei Wladimirowitsch Gawrilow (Pianist)
- Lilya Zilberstein (Pianistin)
- Magdalena Müllerperth (Pianistin)
- Aleksandra Mikulska (Pianistin)
- Walter Jens (Philologe und Autor)
- Sarah Wegener (Vokalsolist, Sopran)